# Portugal op het Europees kampioenschap voetbal 2008
Portugal was een van de deelnemende landen op het Europees kampioenschap voetbal 2008 in Zwitserland en Oostenrijk. Het was de achtste deelname voor het land. Op het vorige EK in eigen land (in 2004) werd Portugal in de finale uitgeschakeld door Griekenland.

## Kwalificatie
Portugal was een van de 52 leden van de UEFA die zich inschreef voor de kwalificatie voor het EK 2008. Twee van die leden, Zwitserland en Oostenrijk, waren als organiserende landen al geplaatst. Portugal werd als groepshoofd ingedeeld in groep A, samen met Polen (uit pot 2), Servië (uit pot 3), België (uit pot 4), Finland (uit pot 5), Armenië (uit pot 6), Kazachstan en Azerbeidzjan (uit pot 7). De nummers 1 en 2 uit elke poule kwalificeerde zich direct voor het Europees Kampioenschap.
Portugal kwalificeerde zich met aardig wat moeite voor het EK door als tweede in groep A te eindigen. Portugal leed in de helft van de wedstrijden (zeven van de veertien duels) puntverlies, en verloor daarvan één keer: Polen won hun thuisduel met 2-1.

### Eindstand groep A
| Land         | Wed | Win | Gel | Ver | DV | DT | +/- | Pnt |
| ------------ | --- | --- | --- | --- | -- | -- | --- | --- |
| Polen        | 14  | 8   | 4   | 2   | 24 | 12 | 12  | 28  |
| Portugal     | 14  | 7   | 6   | 1   | 25 | 11 | 14  | 27  |
| Servië       | 14  | 6   | 6   | 2   | 23 | 12 | 11  | 24  |
| Finland      | 14  | 6   | 6   | 2   | 13 | 7  | 6   | 24  |
| België       | 14  | 5   | 3   | 6   | 14 | 16 | -2  | 18  |
| Kazachstan   | 14  | 2   | 4   | 8   | 11 | 21 | -10 | 10  |
| Armenië      | 12  | 2   | 3   | 7   | 4  | 13 | -9  | 9   |
| Azerbeidzjan | 12  | 1   | 2   | 9   | 6  | 28 | -22 | 5   |

## Wedstrijden op het Europees kampioenschap
Portugal werd bij de loting op 2 december 2007 als land uit pot 3 ingedeeld in groep A. In deze groep werden het thuisland Zwitserland (uit pot 1), Tsjechië (uit pot 2) en Turkije (uit pot 4) toegevoegd.

### Groep A
| Team        | G | W | G | V | Voor | Tegen | Saldo | Punten |
| ----------- | - | - | - | - | ---- | ----- | ----- | ------ |
| Portugal    | 3 | 2 | 0 | 1 | 5    | 3     | +2    | 6      |
| Turkije     | 3 | 2 | 0 | 1 | 5    | 5     | -0    | 6      |
| Tsjechië    | 3 | 1 | 0 | 2 | 4    | 6     | -2    | 3      |
| Zwitserland | 3 | 1 | 0 | 2 | 3    | 3     | 0     | 3      |

### Wedstrijden
|                       |                       |                    |         |                                                                             |
| 7 juni 2008 20:45 uur | Portugal              | 2 – 0              | Turkije | Stade de Genève, Genève Toeschouwers: 29,106 Scheidsrechter: Herbert Fandel |
| 7 juni 2008 20:45 uur | Pepe 61' Meireles 90' | (wedstrijdverslag) |         | Stade de Genève, Genève Toeschouwers: 29,106 Scheidsrechter: Herbert Fandel |

|                        |                  |                    |                                                      |                                                                             |
| 11 juni 2008 18:00 uur | Tsjechië         | 1 – 3              | Portugal                                             | Stade de Genève, Genève Toeschouwers: 29,016 Scheidsrechter: Kyros Vassaras |
| 11 juni 2008 18:00 uur | Libor Sionko 17' | (wedstrijdverslag) | 8' Deco 63' Cristiano Ronaldo 90+1' Ricardo Quaresma | Stade de Genève, Genève Toeschouwers: 29,016 Scheidsrechter: Kyros Vassaras |

|                        |                                 |                    |          |                                                                          |
| 15 juni 2008 20:45 uur | Zwitserland                     | 2 – 0              | Portugal | St. Jakob Park, Basel Toeschouwers: 39,730 Scheidsrechter: Konrad Plautz |
| 15 juni 2008 20:45 uur | Hakan Yakın 71' Hakan Yakın 83' | (wedstrijdverslag) |          | St. Jakob Park, Basel Toeschouwers: 39,730 Scheidsrechter: Konrad Plautz |

### Kwartfinale
|                        |                            |                    |                                                                   |                                                                             |
| 19 juni 2008 20:45 uur | Portugal                   | 2 – 3              | Duitsland                                                         | St. Jakob Park, Bazel Toeschouwers: 39,374 Scheidsrechter: Peter Fröjdfeldt |
| 19 juni 2008 20:45 uur | Nuno Gomes 40' Postiga 87' | (wedstrijdverslag) | 22' Bastian Schweinsteiger 26' Miroslav Klose 61' Michael Ballack | St. Jakob Park, Bazel Toeschouwers: 39,374 Scheidsrechter: Peter Fröjdfeldt |

1 Patrício ·
2 Alves ·
3 Pepe ·
4 M. Fernandes ·
5 Guerreiro ·
6 Fonte ·
7 Ronaldo  ·
8 Moutinho ·
9 A. Silva ·
10 João Mário ·
11 B. Silva ·
12 Lopes ·
13 Dias ·
14 Carvalho ·
15 Ricardo ·
16 B. Fernandes ·
17 Guedes ·
18 Gelson ·
19 Rui ·
20 Quaresma ·
21 Cédric ·
22 Beto ·
23 Adrien ·
Coach: Santos
Groep A:  Zwitserland ·  Tsjechië ·  Portugal ·  Turkije
Groep B:  Oostenrijk ·  Kroatië ·  Duitsland ·  Polen
Groep C:  Roemenië ·  Frankrijk ·  Nederland ·  Italië
Groep D:  Spanje ·  Rusland ·  Griekenland ·  Zweden
FPF · A-internationals · Selecties · Statistieken · Bondscoaches · Portugees vrouwenelftal · Olympisch elftal · Portugal U21 · Portugal U20 · Portugal U19 · Portugal U18 · Portugal U17 · Vrouwen U17
1921 – 1929 · 
1930 – 1939 · 
1940 – 1949 · 
1950 – 1959 · 
1960 – 1969 · 
1970 – 1979 · 
1980 – 1989 · 
1990 – 1999 · 
2000 – 2009 · 
2010 – 2019 · 
2020 – 2029
EK's: 1984 · 
1996 · 
2000 · 
2004 · 
2008 · 
2012 · 
2016 · 
2020 · 
2024
WK's: 1966 · 
1986 · 
2002 · 
2006 · 
2010 · 
2014 · 
2018 · 
2022
OS: 1928 · 
1996 · 
2004 · 
2016
1921 · 
1922 · 
1923 · 
1924 · 
1925 · 
1926 · 
1927 · 
1928 · 
1929 · 
1930 · 
1931 · 
1932 · 
1933 · 
1934 · 
1935 · 
1936 · 
1937 · 
1938 · 
1939 · 
1940 · 
1942 · 
1943 · 1944 · 
1945 · 
1946 · 
1947 · 
1948 · 
1949 ·
1950 · 
1951 · 
1952 · 
1953 · 
1954 · 
1955 · 
1956 · 
1957 · 
1958 · 
1959 ·
1960 · 
1961 · 
1962 ·
1963 ·
1964 · 
1965 · 
1966 · 
1967 · 
1968 · 
1969 ·
1970 · 
1971 · 
1972 · 
1973 · 
1974 · 
1975 · 
1976 · 
1977 · 
1978 · 
1979 ·
1980 · 
1981 · 
1982 · 
1983 · 
1984 · 
1985 · 
1986 · 
1987 · 
1988 · 
1989 · 
1990 · 
1991 ·
1992 · 
1993 · 
1994 · 
1995 · 
1996 · 
1997 · 
1998 · 
1999 · 
2000 · 
2001 · 
2002 · 
2003 · 
2004 · 
2005 · 
2006 · 
2007 · 
2008 · 
2009 · 
2010 · 
2011 · 
2012 · 
2013 ·
2014 ·
2015 ·
2016 ·
2017 ·
2018 ·
2019 ·
2020 ·
2021 ·
2022
Albanië ·
Algerije ·
Andorra ·
Angola ·
Argentinië ·
Armenië ·
Azerbeidzjan ·
België ·
Bolivia ·
Bosnië-Herzegovina ·
Brazilië ·
Bulgarije ·
Canada ·
Chili ·
China ·
Cyprus ·
DDR ·
Denemarken ·
Duitsland ·
Ecuador ·
Egypte ·
Engeland ·
Estland ·
Faeröer ·
Finland ·
Frankrijk ·
Gabon ·
Georgië ·
Ghana ·
Gibraltar ·
Griekenland ·
Hongarije ·
Ierland ·
IJsland ·
Iran ·
Israël ·
Italië ·
Ivoorkust ·
Joegoslavië ·
Kaapverdië ·
Kameroen ·
Kazachstan ·
Koeweit ·
Kroatië ·
Letland ·
Liechtenstein ·
Litouwen ·
Luxemburg ·
Malta ·
Marokko ·
Mexico ·
Moldavië ·
Mozambique ·
Nederland ·
Nieuw-Zeeland ·
Nigeria ·
Noord-Ierland ·
Noord-Korea ·
Noord-Macedonië ·
Noorwegen ·
Oekraïne ·
Oostenrijk ·
Panama ·
Paraguay ·
Polen ·
Qatar ·
Roemenië ·
Rusland ·
Saoedi-Arabië ·
Schotland ·
Servië ·
Slovenië ·
Slowakije ·
Sovjet-Unie ·
Spanje ·
Tsjechië ·
Tsjecho-Slowakije ·
Tunesië ·
Turkije ·
Uruguay ·
Verenigde Staten ·
Wales ·
Zuid-Afrika ·
Zuid-Korea ·
Zweden ·
Zwitserland
Angola (2006) ·
België (2021) ·
Brazilië (2010) · 
Denemarken (2012) ·
Duitsland (2006) ·
Duitsland (2008) ·
Duitsland (2012) ·
Duitsland (2014) ·
Duitsland (2021) ·
Engeland (2000) ·
Engeland (2006) ·
Frankrijk (2006) ·
Frankrijk (2016) ·
Frankrijk (2021)  ·
Ghana (2014) ·
Griekenland (2004, 2) · 
Hongarije (2021) · 
IJsland (2016) · 
Iran (2006) ·
Iran (2018) ·
Marokko (2018) ·
Marokko (2022) ·
Mexico (2006) ·
Nederland (2006) ·
Nederland (2012) ·
Oostenrijk (2016) · 
Spanje (2012) · 
Spanje (2018) ·
Tsjechië (2008) ·
Tsjechië (2012) · 
Turkije (2008) ·
Verenigde Staten (2014) ·
Uruguay (2018) ·
Zuid-Korea (2022) · 
Zwitserland (2008) · 
Zwitserland (2022)